# 豐原區

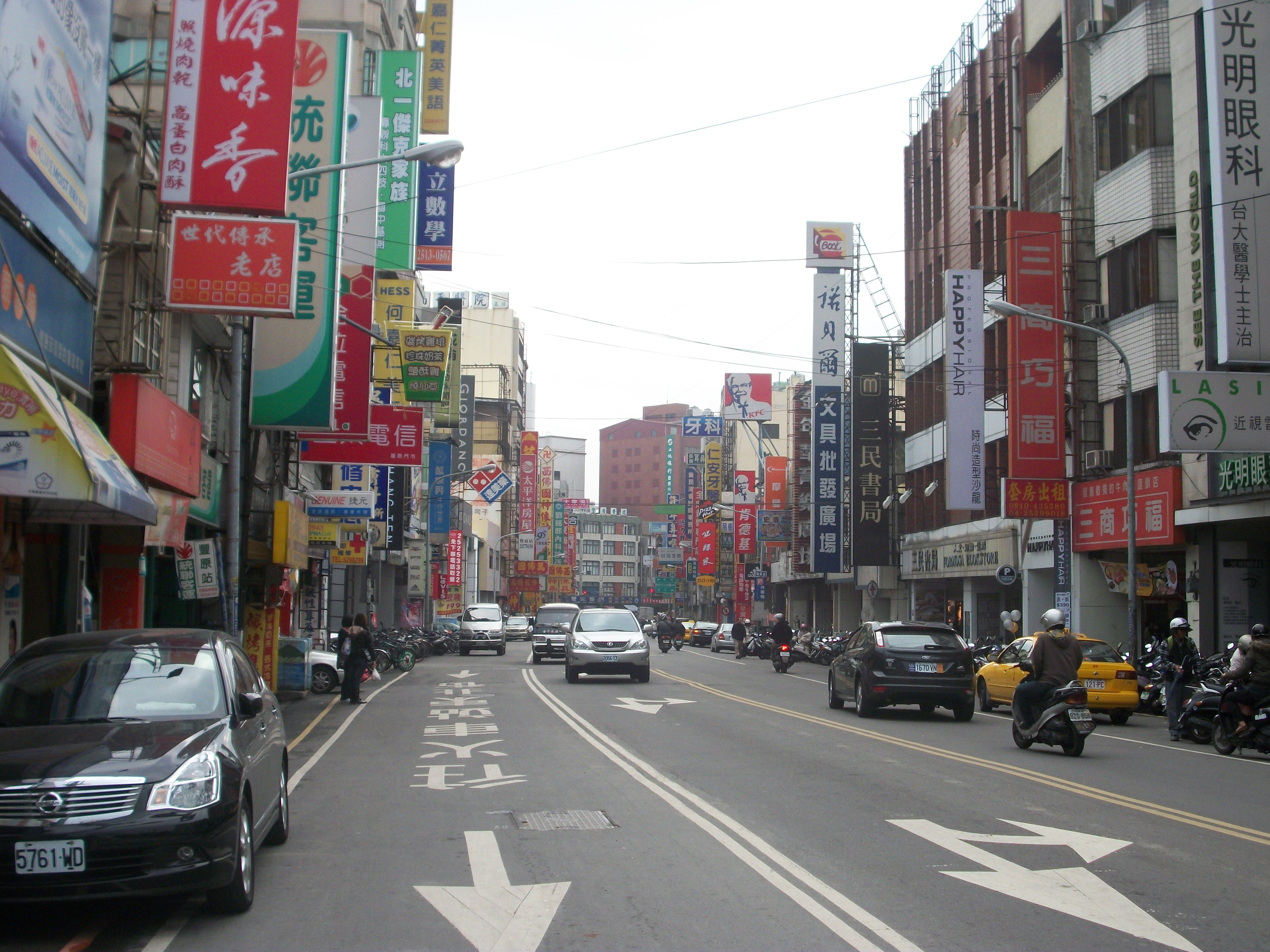
豐原中正路

豐原區，舊稱「葫蘆墩」，位於臺灣臺中市北部，為臺中市山線地區的發展中心，原臺中縣縣治所在地，區內人口約有16.3萬人。清光緒年間，臺灣巡撫劉銘傳來臺時，由於當地富庶、風景佳麗，故有「富春鄉」與「小蘇州」之美譽:71。早年因在臺鐵臺中線與東勢線交會點上，成為山線地區農林業的集散中心，並在臺灣經濟起飛時期，因中小企業興起而帶動工廠發展，加上縣政府座落於此，銀行和診所林立，使當地農工商興盛，市況相當繁榮，是北臺中山線地區的政經、商業、教育、藝文、交通等重要區域中心。重要農產品有椪柑、巨峰葡萄、高接梨、紅柿等。由於豐原曾是縣市首府所在地，因此境內擁有國家教育研究院臺中院區以及臺中市葫蘆墩文化中心等多座大型公共建設，在縣市合併後臺中市政府的部分局處單位亦設於陽明大樓辦公。

## 地名由來
豐原區舊稱「葫蘆墩」，其由來有兩種說法：一說認為當地早期為岸裡社的活動場域，族人先祖在東邊觀音山山麓建立波羅檀城（巴宰語：Paradan），漢移民來台後後訛稱為「Haluton」便譯成「葫蘆墩」；一說認為是今街區與下南坑一帶，在17世紀猶為原始景觀，草萊遍野松柏叢生，巴宰人稱之「泰耶爾墩」，即為松柏林之意，當地有三個形似葫蘆的小土墩，故名:49，國立臺灣博物館所藏巴宰族岸裡大社文書中可見有關地形之描繪紀錄。由於土地肥沃，灌溉便利，自清領時期至日治時期，當地一帶所產的「葫蘆墩米」米質極佳，媲美瑞穗佳稻之產地「豐葦原」，遂取神敕「豐葦原之瑞穗國」，於1920年改名為「豐原」。

## 歷史

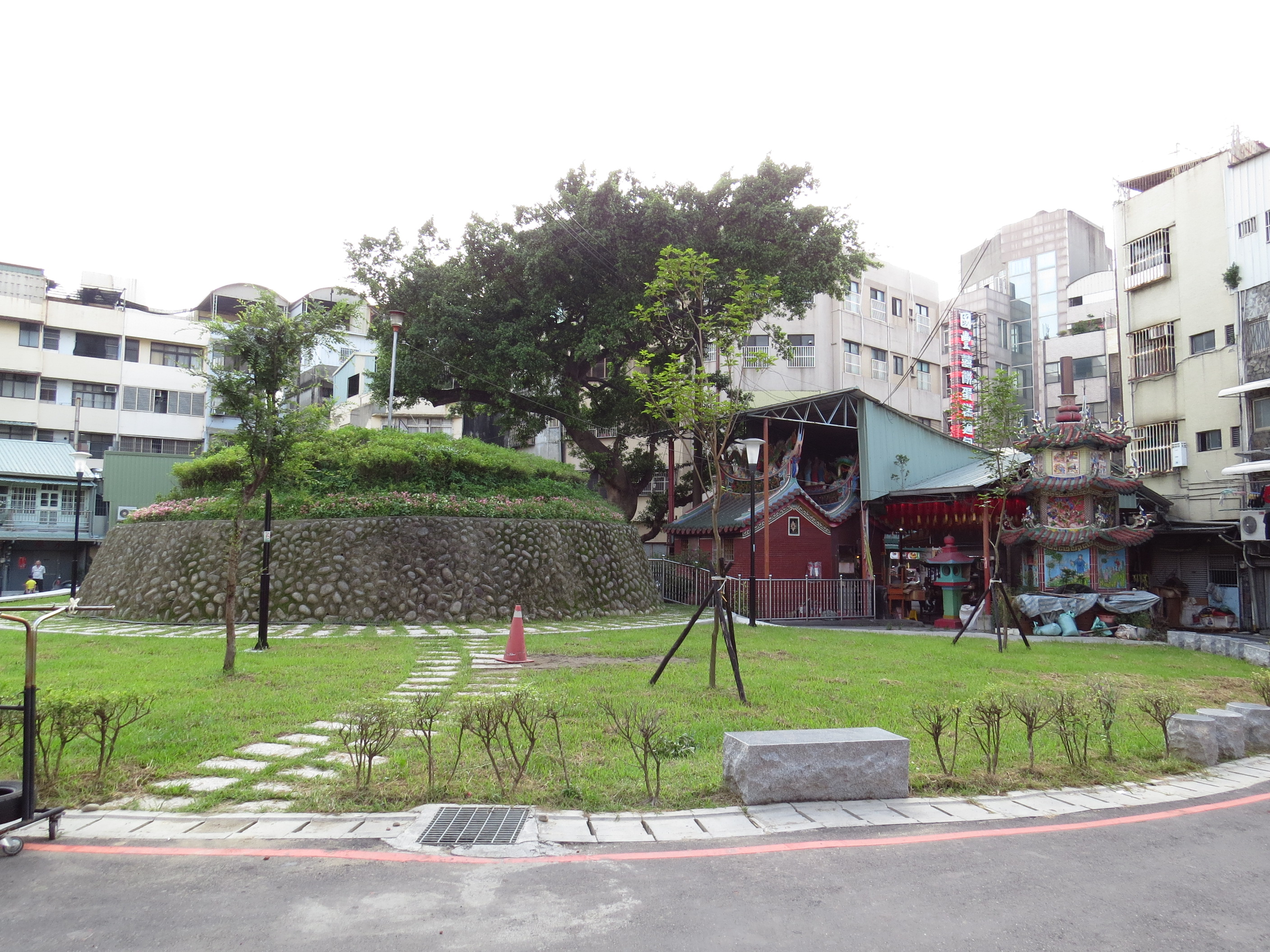
葫蘆墩墩腳遺址，在大街尾福德祠後方

目前，豐原地區經考古發現最早的人類活動遺跡在朴口遺址等地。2017年，國道4號臺中環線豐原潭子段動工不久後，在豐原1號隧道、豐原2號隧道及中坑溪橋等施工現場發掘出史前文化層，施工單位交通部高速公路局等遵照環境影響評估承諾暫停工程，進行搶救發掘。出土遺物被判定屬新石器時代之營埔文化及牛罵頭文化，其年代最早可上溯至距今4,000年左右。 遺址中也發現土石流沖刷溝遺跡，該類遺跡之年代最早發生於4,000年前，並持續發生類似事件直至現代；遺址並未顯示該類事件導致當地聚落發生毀滅性破壞，但發掘之考古團隊等認為當地聚落最終可能因此遷至他處。
18世紀中葉以前，巴宰族岸裡社與烏牛欄社的族人長年控制本地區。18世紀中葉（約1720年代至1730年代；清雍正年間）張達京擔任岸裡社通事後（參看潘敦仔），興修灌溉水利設施（參看葫蘆墩圳），並與巴宰族族人商議以土地交換灌溉用水；族人對本地區的控制權自此開始逐漸流失，並失去居住生活之土地，甚至遷居埔里愛蘭臺地。 同時，張達京自其家鄉大埔縣等地招募大量男子前來墾殖。
而後，八寶圳開始闢建於道光四年（1824年），將大甲溪的河水引至今石岡、豐原、潭子及太平等地區，有助於該些地區的水稻種植更加興盛。
光緒十二年（1886年），葫蘆墩街設葫蘆墩巡檢司。
1895年5月，臺灣納入日本版圖，全臺分三縣一廳，豐原隸屬臺灣縣；8月，將臺灣縣改為臺灣民政支部。1896年，復將臺灣民政支部改為臺中縣，屬臺中縣捒東上堡:72。1898年改設三縣三廳，屬臺中辦務署葫蘆墩支署，一部分屬葫蘆墩區，一部分則屬三角仔區。1901年，全臺改設二十廳，豐原隸屬臺中廳葫蘆墩支廳。1902年，將葫蘆墩支廳轄下的五區合併葫蘆墩、社口兩區。1920年7月27日，全臺改設五州二廳，行政區劃改為市郡、街庄，豐原街屬臺中州豐原郡:73。
在日本政權統治時代，本地區的產業發展更加興盛；這裡是附近山區所伐木材的集散中心，木藝、漆藝（參看蓬萊塗）、製餅、製麻等產業同時發展，成為一個工商業發達的城市。據稱，今日所見廟東夜市也形成於此時期。
1905年葫蘆墩驛（今豐原車站）建置，豐原成為中部的往來交通要道。1912年台灣製麻株式會社在豐原設立，並在南嵩里與田心里一帶種植菸草與黃麻。1915年起，八仙山林場開始伐木，豐原成為木材貯放、轉運與加工的重要據點，使得市區日益繁榮。這些木材、紡織等工廠，日後成為豐原地區各種小型機械工廠的前身。
1945年，中華民國政府接收台灣後，改為臺中縣豐原區「豐原鎮」；此時臺中縣範圍包含彰化、南投兩縣（彰化市當時為省轄市），縣治在員林。1950年10月21日，調整行政區域並廢區署，將臺中縣劃分出彰化、南投二縣，臺中縣縣治遷至豐原鎮。1971年，豐原鎮人口突破10萬人，遂於1976年3月1日依法改制為縣轄市「豐原市」。2010年12月25日，配合臺中縣市合併改制為直轄市，臺中縣豐原市改制為臺中市「豐原區」。

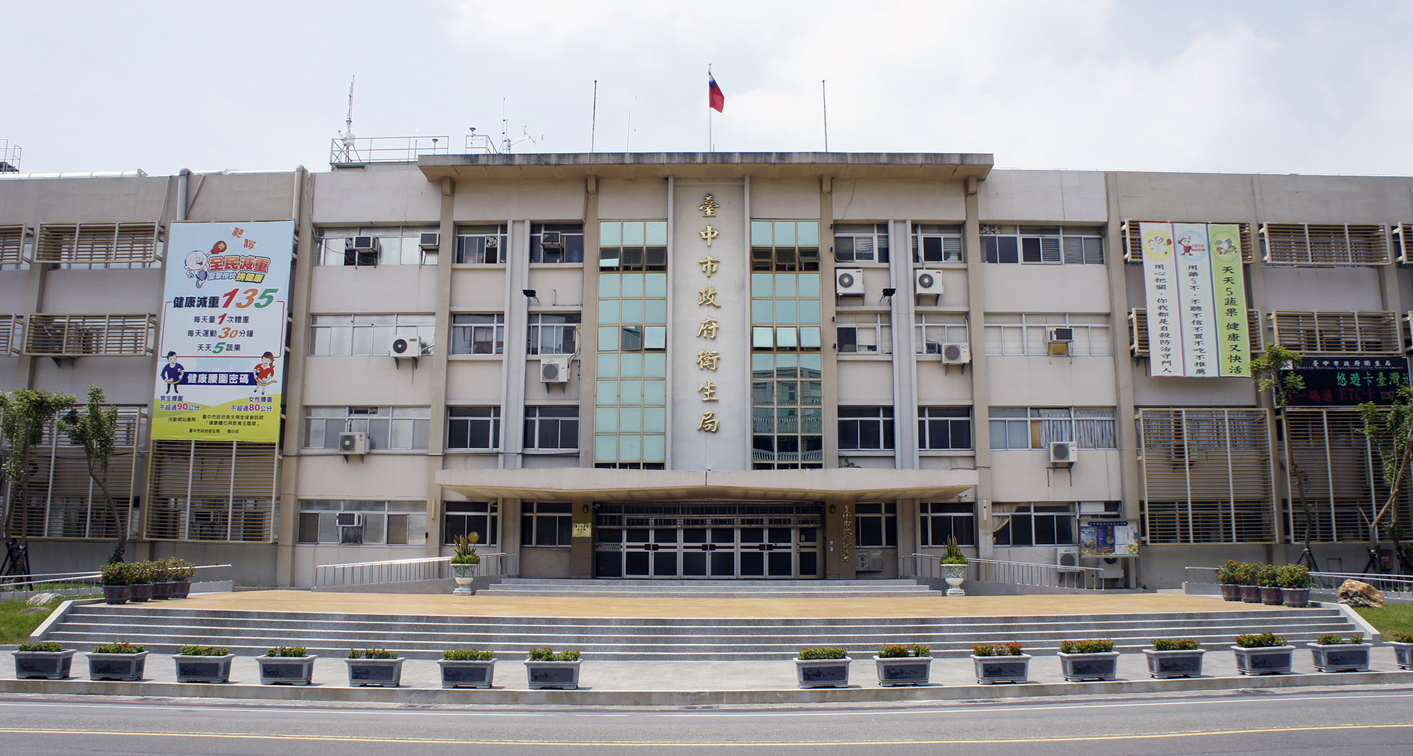
1976年－1996年間的臺中縣政府大樓
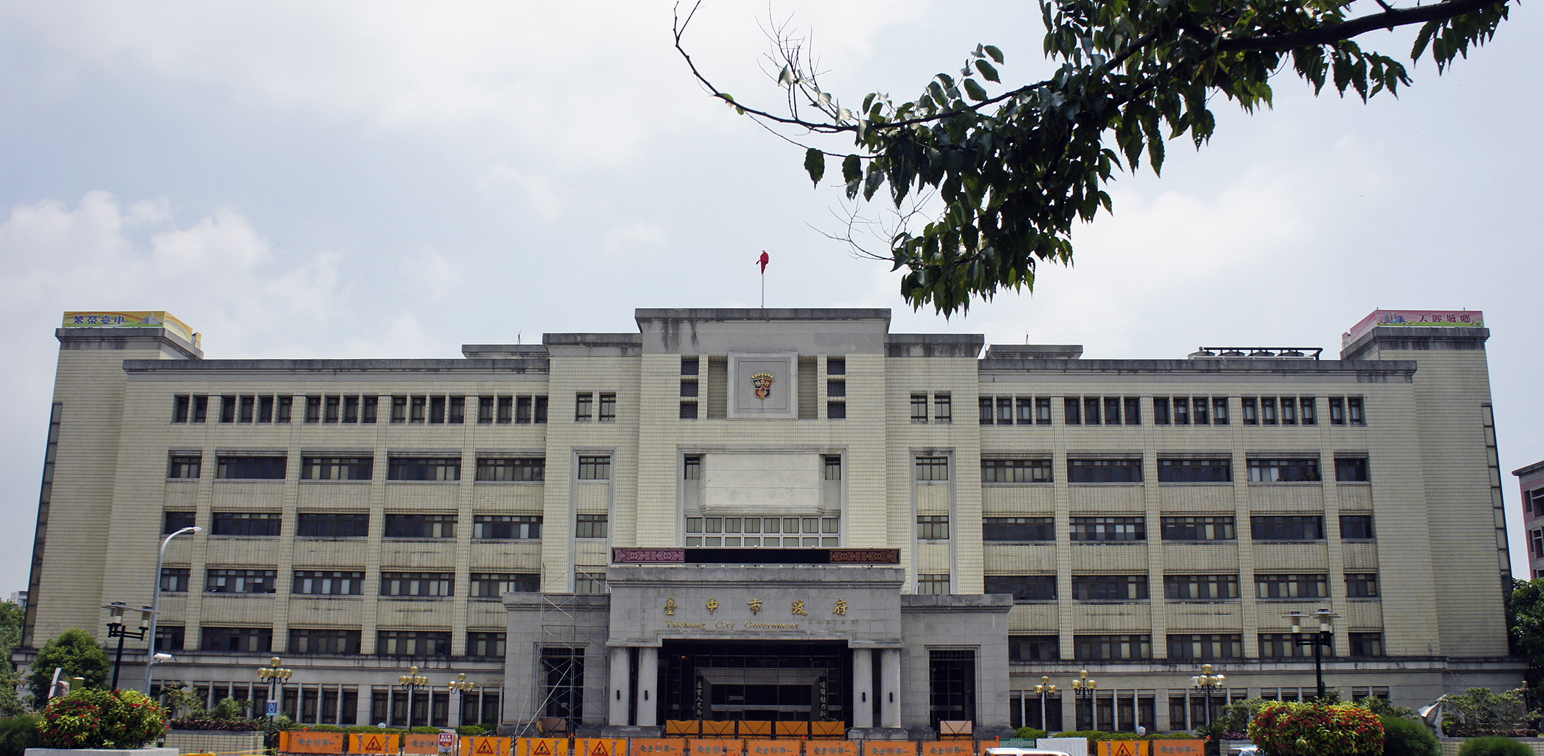
1996年－2010年的臺中縣政府大樓，今為臺中市政府陽明大樓
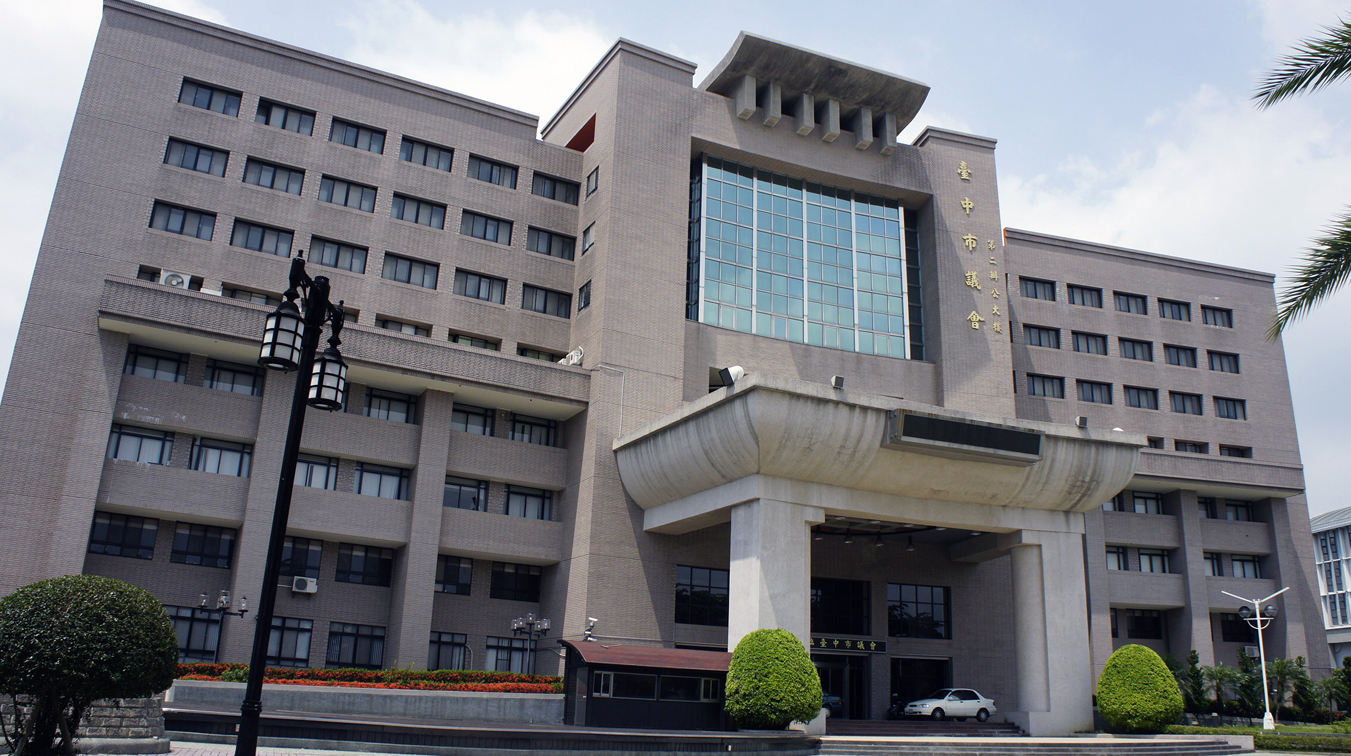
1990年代－2010年的臺中縣議會大樓，今為臺中市議會第二辦公大樓

## 地理

### 地形
豐原區位於臺中市中部偏北，東與東勢區、石岡區、新社區相接，西鄰神岡區，南毗潭子區、北與后里區隔大甲溪相望，行政區域略呈葉狀，面積約有41平方公里:75。東部地區為豐原丘陵，屬於臺灣西部衝上斷層山地北段（加里山山脈）的一部分，大致呈直線狀山麓線，土壤多為紅土且富有酸性，受到北坑、中坑、南坑以及烏牛欄坑等溪流長期切割侵蝕，形成地形破碎、坑谷密布之丘陵地形，此外在公老坪地區則有台地地形:75；西部地區屬於臺中盆地北端，為古大甲溪沖積扇的一部分，北邊為大甲溪所截斷，屬第四紀沖積層:75，沖積扇扇頂位於豐原區東北部的朴子口一帶（海拔260公尺），土壤受到河流沖積作用的影響之下，以砂質壤土為主:73。區公所一帶海拔高度約為215公尺，境內東側觀音山西麓一帶海拔約在200至300公尺之間，南部的鎌村里東側高度約為220至250公尺，整體地勢略由東北向西南緩傾:75。

### 氣候
豐原區的氣候屬於副熱帶季風氣候，年均溫約為攝氏22度:75，月均溫最高為7月的28度以上，最低為1月的14至16度之間:265、267。年平均雨量約有2,000毫米:75，一年四季的各季節累積雨量，以冬季（12月至2月）的150至200毫米最少，夏季（6月至8月）的900至1,000毫米最多:295－299。

### 人口
根據臺中市政府民政局統計，2024年底豐原區戶數約5.8萬戶，人口約16.3萬人，為臺中市山線地區人口最多的行政區。區內人口最多與最少的里分別是北陽里與葫蘆里，2024年底兩里人口分別為16,206人與666人，其中北陽里也是臺中市人口第六多的里。與臺中市其他地區相同，豐原區面臨少子化與人口老化的問題，2024年底時，豐原區有13.19%是0至14歲人口，68.44%是15至64歲人口，18.37%是65歲以上人口。

## 政治

### 歷任首長
| 屆次 | 姓名   | 上任日期       | 卸任日期       | 備註           |
| 1    | 張瀞分 | 2010年12月25日 | 2014年12月24日 | 縣市合併後首任 |
| 2    | 陳麗珠 | 2014年12月25日 | 2016年7月25日  |                |
| 3    | 唐益滄 | 2016年7月25日  | 2019年2月12日  |                |
| 4    | 徐照山 | 2019年2月12日  | 2020年7月28日  |                |
| 5    | 洪峰明 | 2020年7月28日  | 現任           |                |

### 區政組織

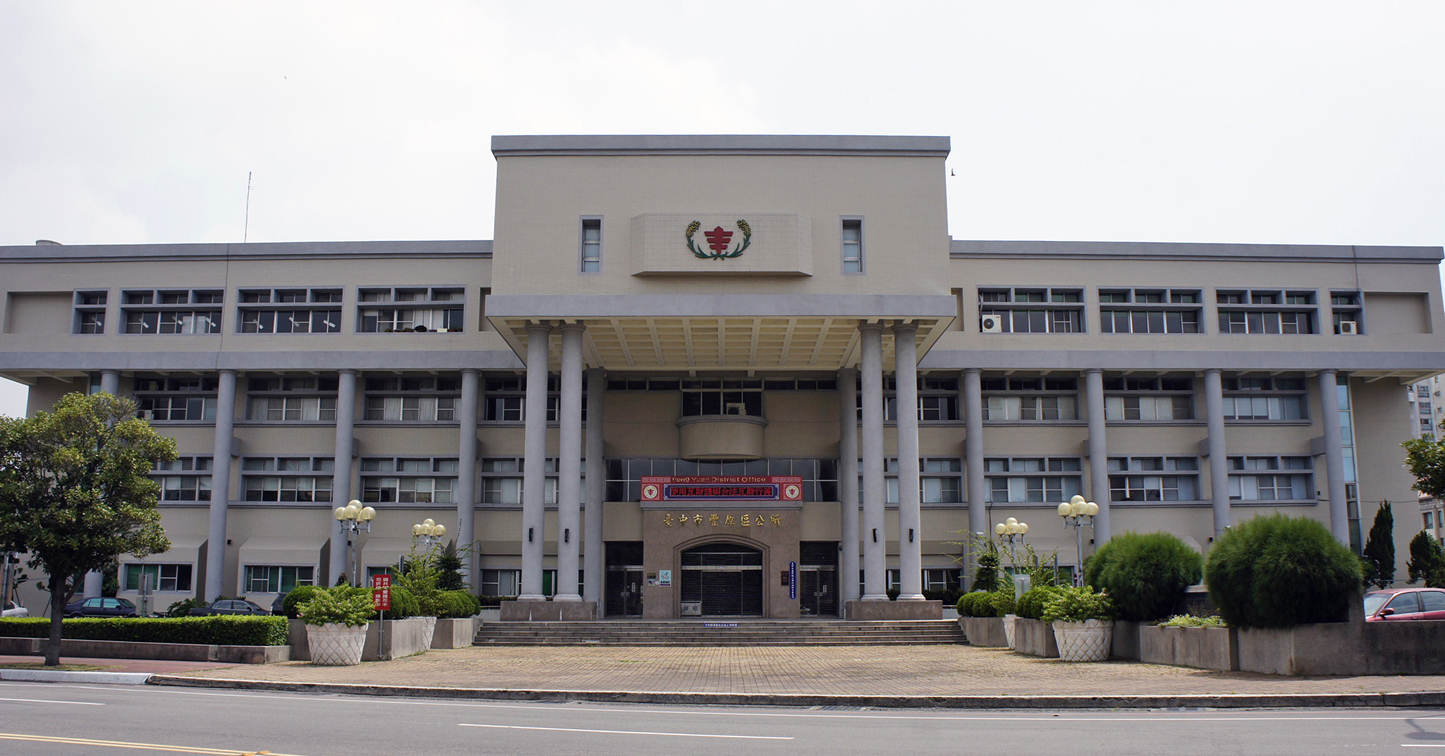
豐原區公所

豐原區公所是臺中市政府在豐原區的派出機關，在中華民國政府架構中為市政府綜理區政的執行機關，上級業務監督機關為臺中市政府。区长由市長任命，其任期為無任期保障。在區長及主任秘書之下，設有5課4室等9個內部單位。

### 行政區
現今豐原區行政範圍的確立，來自於1920年，日本將臺灣十二廳改為五州二廳，設豐原街屬臺中州豐原郡:84。豐原街轄朴子口、翁子、上南坑、社皮、車路墘、烏牛欄、鎌子坑口、下南坑、大湳、圳寮、豐原等11個大字:14－16。1946年1月，改為「豐原鎮」，屬臺中縣豐原區:90。1950年，裁撤區署，豐原鎮改直隸於臺中縣:152。1976年3月1日，豐原鎮改制為「豐原市」:90、157。2010年12月25日，臺中縣市合併改制為直轄市，豐原市改制為市轄區「豐原區」，隸屬臺中市。
豐原區共轄36里737鄰，依據改制前的豐原市民代表會選區劃分，可將全區分為六個區域:285，其行政區域分布情形為：
| 豐原區行政區劃 |        |        |        |        |        |        |        |
|                |        |        |        |        |        |        |        |
| 次分區         | 里名   | 里名   | 里名   | 里名   | 里名   | 里名   | 里名   |
| 第一區         | 豐原里 | 頂街里 | 中山里 | 豐榮里 | 下街里 | 中陽里 |        |
| 第二區         | 大湳里 | 東湳里 | 北湳里 | 西湳里 | 豐西里 | 豐圳里 | 圳寮里 |
| 第三區         | 葫蘆里 | 富春里 | 西安里 | 西勢里 | 中興里 | 社皮里 | 三村里 |
| 第四區         | 東勢里 | 民生里 | 田心   | 豐田   | 鐮村里 |        |        |
| 第五區         | 陽明里 | 南陽里 | 北陽里 | 東陽里 |        |        |        |
| 第六區         | 南村里 | 南田   | 南嵩里 | 翁明里 | 翁子里 | 翁社   | 朴子里 |

### 區內政府機關
- 國家教育研究院臺中院區
- 財政部中區國稅局豐原分局
- 農業部農村發展及水土保持署臺中分署
- 農業部林業及自然保育署臺中分署
- 臺中市政府 陽明大樓
  - 臺中市政府水利局
  - 臺中市政府農業局
  - 臺中市政府觀光旅遊局
  - 臺中市政府教育局
  - 臺中市政府客家事務委員會
  - 臺中市政府運動局
- 臺中市政府衛生局
- 臺中市政府原住民族事務委員會

### 選舉
立法委員，豐原區與石岡區、新社區、東勢區及和平區劃分為臺中市第八選舉區，現任立法委員是江啟臣。

## 產業
豐原區過去的傳統產業有稻米、木材、木材加工、漆藝、製蔴紡織、菸草、糕餅、製鞋，除糕餅外大多均已式微。現在的經濟產業則以機械產業，水果種植為主，以及作為地區中心的金融、百貨產業。
特產
豐原與鄰近的神岡地區自日治時代即以漢式糕餅聞名全台，加上本地師傅學習和式洋菓子與西式糕餅技術，逐漸發展不同的糕餅，使得豐原有糕餅之鄉的別稱。特殊的產品舉凡鹹蛋糕、鳳梨酥、綠豆椪和蛋黃酥等台灣著名糕點。
糕餅
- 雪花齋：由呂水先生創立於1900年的百年老店，著名產品有綠豆椪、鹹蛋糕和鳳梨酥
- 犁記本舖(社口張)：綠豆椪，位於神岡區。犁記的漢餅最為本地人士喜愛，歷史久遠，名號四散，口味為其本店最道地
- 聯翔餅店：鳳梨酥、牛奶鬆糖。聯翔並非老店，但卻是豐原最具規模的餅店。其產品口味道地，種類多樣及大眾化而受到歡迎
- 寶泉餅行：出產日式和菓子、小月餅
- 薔薇派：是美式派餅，以紅豆口味為經典
- 老雪花齋：民國四十八年由創辦人呂水子嗣另開新灶，民國八十九年更名為桂梅莊老雪花齋，改良不同於傳統的口味
- 義華餅行：鹹蛋糕
- 德發餅行：出產鹹蛋糕、綠豆椪，保持了傳統口味，為前台中縣政府所認可的百年老店商家
- 泉苑茶莊：由開創人杜臥龍先生在台創立，於民國10年(1921)創立的茶行，主要為茶品的銷售及批發
- 華剛茶業：由杜家百年傳承五代的在地茶商，除了有臺灣精品高山茶還有各區地方特色茶品

天皇貢米
- 在台灣日治時期，天皇吃的米大多從台灣葫蘆墩（今豐原區郊南）進貢，御田有日軍連隊駐守、收割，即葫蘆墩米。經田野調查及農會證實，日本政府一直到1953年都還買葫蘆墩米回日本做為御用米，而日本戰敗之後是用化學肥料「硫銨」換取葫蘆墩米帶回日本。

葫蘆墩漆藝
在1970至1980年代台灣漆器外銷產量，一年約有新台幣七、八億元，其中百分之九十產自豐原，所以豐原有「台灣漆器產業故鄉」的雅號。但自從1989年山上禁止伐木政策之後，木材須進口及人工高漲，產業成本提高，沒有國際競爭力，造成產業外移和沒落。未來豐原地區將生產漆器的公共品牌，中文的公共品牌名稱為「葫蘆墩漆藝」，即將重出江湖，振興豐原地區的漆器產業。
金融
| 機構名稱     | 設置分行名稱                   | 機構名稱         | 設置分行名稱                 |
| ------------ | ------------------------------ | ---------------- | ---------------------------- |
| 臺灣銀行     | 豐原分行                       | 臺灣土地銀行     | 豐原分行                     |
| 合作金庫銀行 | 豐原分行、南豐原分行、豐中分行 | 第一銀行         | 豐原分行                     |
| 華南銀行     | 豐原分行、西豐原分行           | 彰化銀行         | 豐原分行                     |
| 兆豐銀行     | 豐原分行                       | 臺灣中小企業銀行 | 豐原分行                     |
| 台中銀行     | 豐原分行、東豐原分行、南陽分行 | 三信銀行         | 豐原分行、豐信分行、中山分行 |
| 玉山銀行     | 豐原分行                       | 台新銀行         | 豐原分行                     |
| 國泰世華銀行 | 豐原分行                       | 中國信託銀行     | 豐原分行                     |
| 永豐銀行     | 豐原分行                       | 上海商業儲蓄銀行 | 豐原分行                     |
| 新光銀行     | 豐原分行                       | 聯邦銀行         | 豐原分行                     |
| 元大銀行     | 豐原分行                       | 凱基銀行         | 豐原分行                     |
| 安泰銀行     | 豐原分行                       | 渣打銀行         | 豐原分行                     |
| 花旗銀行     | 豐原分行                       | 星展銀行         | 豐原分行                     |

## 教育
豐原區的教育發展甚早，早在清領時期1764年，即有由地方人士吳魁宗、詹阿連等24人組成的「文昌公會」，為豐原區文教的起源:243。日治時期，日本人為推行殖民地教育，故先後設立日語學校，但地方上私有書塾甚多，較為著名的有1914年成立的「德育軒」，以及其後成立的「孝信義塾」。戰後國民小學沿用舊制，但廢除原有附設之高等科，期間也調整豐原區的各級學校:251。目前豐原區擁有公立高級中學2所，分別為臺中市立豐原高級中等學校與臺中市立豐原商業高級中等學校:251、255－282。其他公立教育機構計有臺中市立豐原國民中學、臺中市立豐東國民中學、臺中市立豐南國民中學與臺中市立豐陽國民中學等4所公立國民中學:251、283－306，臺中市豐原區豐原國民小學、臺中市豐原區葫蘆墩國民小學、臺中市豐原區合作國民小學、臺中市豐原區瑞穗國民小學、臺中市豐原區南陽國民小學、臺中市豐原區豐田國民小學、臺中市豐原區翁子國民小學、臺中市豐原區豐村國民小學、臺中市豐原區富春國民小學與臺中市豐原區福陽國民小學等10所國民小學:251、307－395，國家教育研究院（臺中院區）等1所教育機構研究院，以及位於豐東國中內的臺中市后豐社區大學等一所社教機構。

## 醫療
- 衛生福利部豐原醫院

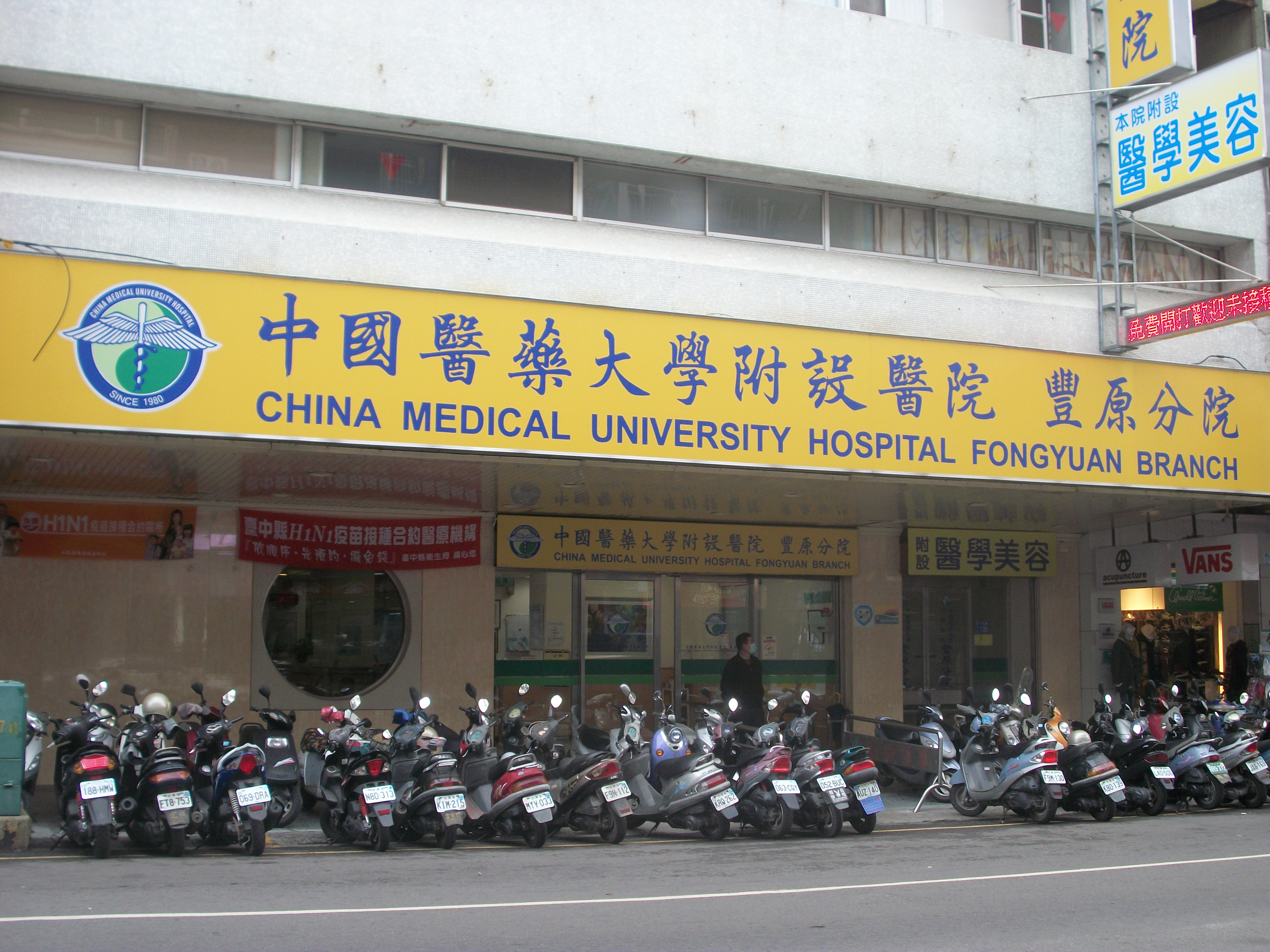
中國醫藥大學附設醫院豐原分院
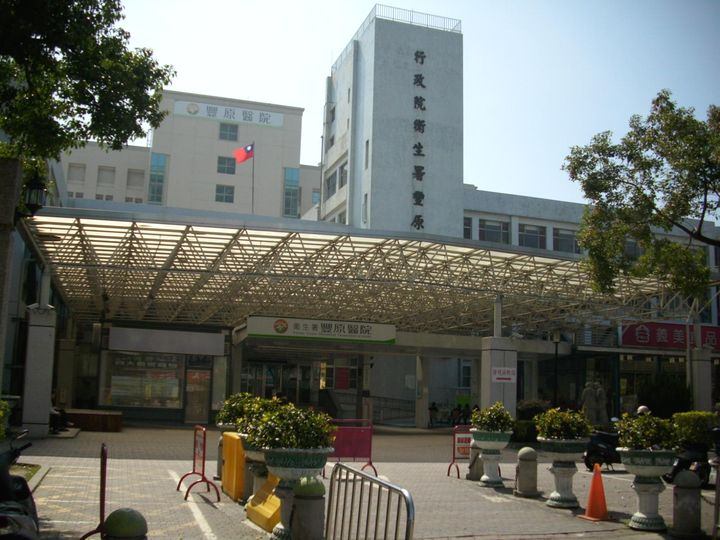
衛生福利部豐原醫院

- 亞洲大學附屬醫院豐原分院（籌設中，預計 2028 年完工啟用）
- 新惠生醫院

- 中國醫藥大學附設醫院豐原分院
- 衛生福利部豐原醫院

## 交通

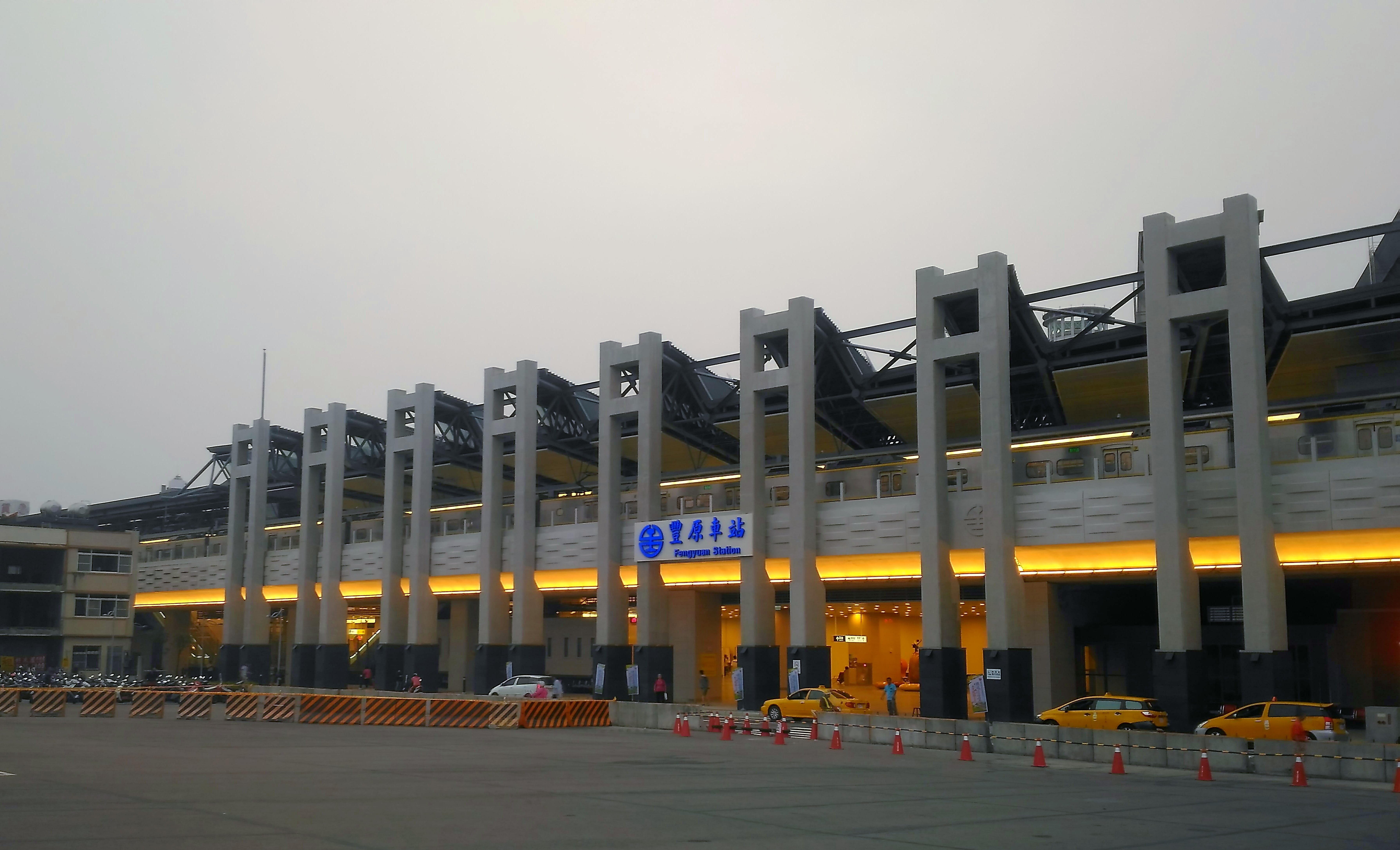
豐原車站（東站）

### 軌道運輸
臺灣鐵路公司
- 臺中線：豐原車站

臺中捷運
- █崇德豐原線（規劃中）
- █豐科軸線（規劃中）

### 公路
國道
- 國道一號（中山高速公路）
  - 168 豐原豐原交流道（位於鄰近神岡區的境內[30]）
- 國道四號（臺中環線）
  - 14 后豐
  - 17 豐勢豐勢交流道

省道
- 台3線：中山路－圓環東路－豐勢路一段、二段
- 台10線：中正路
- 台13線：圓環南路－圓環西路－圓環北路一段－三豐路

其他重要道路
- 東豐快速道路（預計2026年通車）
- 豐原大道
- 圓環東路－圓環西路－圓環南路－圓環北路
- 田心路－鐮村路
- 中山路－豐洲路
- 水源路

### 客運

#### 臺中市市區公車
- 本表更新時間為2025年6月20日[31]

| 編號      | 業者                       | 路線                               | 備註                                                                                       |
| 12        | 台中客運 豐原客運 全航客運 | 明德高中－豐原高中                 |                                                                                            |
| 12延      | 台中客運 豐原客運 全航客運 | 明德高中－豐原鎮清宮               |                                                                                            |
| 63        | 統聯客運 豐原客運          | 豐原轉運中心－逢甲大學－臺中榮總   | 經雅潭路，不經社口                                                                         |
| 90        | 豐原客運                   | 豐原－東勢高工                     | 經豐原高中                                                                                 |
| 90延      | 豐原客運                   | 豐原－和平衛生所                   | 經豐原高中                                                                                 |
| 91        | 豐原客運                   | 舊庄－大南－中興嶺停車場             | 所有班次繞駛至豐原轉運中心                                                                 |
| 91延      | 豐原客運                   | 臺中國際機場－中興嶺停車場         | 所有班次繞駛至豐原轉運中心                                                                 |
| 91繞      | 豐原客運                   | 舊庄－東興－中興嶺停車場             | 所有班次繞駛至豐原轉運中心                                                                 |
| 92        | 豐原客運                   | 豐原－大安國中                     | 豐安環線 經后里、大甲                                                                      |
| 152       | 中台灣客運                 | 臺中市議會－陽明大樓               | 豐原端起點為翁子國小，經秋紅谷、臺中市政府、捷運市政府站（文心路）、中央健保署（文心路）   |
| 152區1    | 中台灣客運                 | 臺中市議會－圓環南永安街口         | 例假日停駛                                                                                 |
| 152區2    | 中台灣客運                 | 臺中市議會－社皮鐵路巷－臺中市議會 | 例假日停駛                                                                                 |
| 153       | 豐原客運                   | 高鐵臺中站－谷關                   | 經朝馬、秋紅谷、臺中市政府                                                                 |
| 153副     | 豐原客運                   | 新市政中心－谷關                   | 經新光三越                                                                                 |
| 153區     | 豐原客運                   | 高鐵臺中站－東勢高工               | 經臺中市政府                                                                               |
| 153延     | 豐原客運                   | 高鐵臺中站－八仙山森林遊樂區       | 經臺中市政府、捷運市政府站（文心路）、中央健保署（文心路）                                 |
| 182       | 豐原客運                   | 豐原轉運中心－新庄－清水             | 經臺中國際機場                                                                             |
| 183       | 豐原客運                   | 豐原轉運中心－新庄－臺中港郵局       | 經臺中國際機場                                                                             |
| 185       | 豐原客運                   | 豐原轉運中心－東山－清水           | 經臺中國際機場                                                                             |
| 186       | 豐原客運                   | 豐原轉運中心－東山－臺中港郵局     | 經臺中國際機場                                                                             |
| 202       | 豐原客運                   | 豐富公園－樹德路－豐原             | 豐原北太平支線 經慈濟醫院、臺中車站                                                        |
| 203       | 豐原客運                   | 豐富公園－新田－豐原               | 經慈濟醫院、一中商圈                                                                       |
| 206       | 豐原客運                   | 豐原－東勢高工                     | 經翁子                                                                                     |
| 207       | 豐原客運                   | 豐原－谷關                         | 經東勢                                                                                     |
| 208       | 豐原客運                   | 豐原－東勢－卓蘭                   | 往豐原班次皆繞駛至東勢高工                                                                 |
| 209       | 豐原客運                   | 豐原－東勢林場                     | 往豐原班次皆繞駛至東勢高工                                                                 |
| 211       | 豐原客運                   | 豐原－土城－大甲體育場             | 經泰安                                                                                     |
| 212       | 豐原客運                   | 豐原－水美－大甲體育場             | 經三清總道院                                                                               |
| 213       | 豐原客運                   | 豐原－下后里－大甲體育場             |                                                                                            |
| 215       | 豐原客運                   | 豐原－麗寶樂園－大甲體育場         | 不行經后里區公所                                                                           |
| 218       | 豐原客運                   | 豐原轉運中心－神岡區公所           | 經崎腳                                                                                     |
| 220       | 豐原客運                   | 豐原轉運中心－社口－宜寧中學       | 經社口                                                                                     |
| 220繞     | 豐原客運                   | 豐原轉運中心－社口－宜寧中學       | 繞經大華國中 例假日停駛                                                                    |
| 223       | 豐原客運                   | 豐原－公老坪頂                     | 經豐原醫院                                                                                 |
| 227       | 豐原客運                   | 豐原－東陽里                       | 經豐東國中                                                                                 |
| 232       | 豐原客運                   | 豐原轉運中心－東山                 | 例假日及寒暑假停駛                                                                         |
| 235       | 豐原客運                   | 豐原－豐原                         | 豐原圓環線，分為南環線與北環線行駛 北環線先抵達「新惠生醫院」； 南環線先抵達「北環福德祠」 |
| 237       | 豐原客運                   | 豐原轉運中心－大肚車站             | 經龍井、臺中國際機場                                                                       |
| 237區     | 豐原客運                   | 豐原轉運中心－麗水                 | 經龍井、臺中國際機場                                                                       |
| 238       | 豐原客運                   | 豐原轉運中心－臺中港郵局           | 經沙鹿、臺中國際機場                                                                       |
| 239       | 豐原客運                   | 豐原轉運中心－梧棲                 | 經大雅、臺中國際機場                                                                       |
| 528       | 巨業交通                   | 老樹公園－豐原轉運中心             | 經社口、大雅、八張犁、逢甲商圈，原228                                                      |
| 529       | 中鹿客運                   | 豐原轉運中心－朝馬                 | 精社口、大雅、大華國中、僑光科大，原229                                                    |
| 700       | 中台灣客運                 | 豐原轉運中心－新建國市場           | 崇德幹線 經秀泰影城、帝國製糖廠                                                            |
| 700跳蛙   | 台中客運 全航客運          | 豐原高中－明德高中                 | 例假日及寒暑假停駛                                                                         |
| 811       | 台中客運、中台灣客運       | 豐原轉運中心－大甲體育場           | 經豐原高中、東豐/后豐鐵馬道、后里車站、泰安服務區、麗寶樂園                                |
| 813       | 中鹿客運                   | 豐原轉運中心－文武公園             | 以電動車行駛                                                                               |
| 850       | 豐原客運                   | 臺中車站（復興路）－谷關           | 經臺中二中、后豐鐵馬道、石岡戶政、東勢河濱公園                                             |
| 865       | 豐原客運                   | 豐原－梨山                         |                                                                                            |
| 900       | 豐原客運                   | 光明國中－豐原                     | 北屯幹線                                                                                   |
| 900繞停駛 | 豐原客運                   | 臺中刑務所演武場－豐原             | 北屯幹線                                                                                   |
| 900跳蛙   | 豐原客運                   | 光明國中－豐原高中                 | 例假日及寒暑假停駛                                                                         |
| 901       | 台中客運                   | 豐原－明德高中                     | 中山北屯幹線 經豐原區豐東路                                                                |
| 901副     | 台中客運                   | 豐原－明德高中                     | 中山北屯幹線 經豐原區豐原大道                                                              |
| 920       | 中台灣客運                 | 八方國際夜市－育賢環中東/西路口    | 經八方國際夜市、摘星山莊、潭子車站                                                         |
| 921       | 中鹿客運                   | 豐原轉運中心－捷運北屯總站         | 經台灣氣球博物館、筱雲山莊、栗林車站、慈濟醫院                                             |
| 956       | 中台灣客運                 | 豐原轉運中心－光華高工             | 經豐原區公所、潭秀國中、太平分局                                                           |
| 958       | 統聯客運                   | 豐原轉運中心－台中車站             | 經經快速道路                                                                               |
| 989       | 豐原客運                   | 翁子－圳前仁愛公園                 | 經豐原醫院、豐洲工業區                                                                     |
| 989延     | 豐原客運                   | 翁子－神圳國中                     | 經豐原醫院、豐洲工業區                                                                     |
| 982       | (招標中)                   | 豐原轉運中心－清水東山             | 接駛原232                                                                                  |

臺中市小黃公車是由臺中市政府交通局推動的公車系統之一，於2017年4月1日啟用，路線皆採固定時間發車且免費搭乘，乘車需於前一天預約，預約人數較多時則安排多輛計程車以提供載客服務，當中僅無臺中市市區公車行駛、停靠之路段可隨招隨停，以擴大公共運輸服務範圍至年長者、行動不便、偏遠地區、攜帶大型行李的民眾。行經豐原區的小黃公車路線有黃1路（豐原車站至公老坪頂）、黃2路（東勢至民安）、黃4路（朴子里活動中心至豐原）等3條，提供豐原區東北部19個里的居民搭乘。

#### 國道客運
| 編號 | 業者     | 路線             | 備註                                     |
| 1617 | 統聯客運 | 台北－豐原－東勢 | 部分班次經麗寶樂園、桃園長庚轉運站、三重 |
| 6606 | 豐原客運 | 豐原－后里－台北 | 經中社花市、西湖渡假村                   |

### 公共自行車
臺中市公共自行車租賃系統（iBike）是臺中市政府推動的公共自行車租賃系統，2013年6月開始規劃建置，2014年7月18日開始營運，2017年5月16日使用次數突破一千萬人次，豐原區已於2016年5月7日正式引進YouBike1.0系統，並於2021年7月9日引進YouBike2.0系統，2023年6月28日全面停止營運YouBike1.0系統，改為僅營運YouBike2.0系統。資料截至2024年12月31日，YouBike2.0系統已於豐原區設有65個站點，並可甲地租車、乙地還車，提供民眾租借使用。

## 觀光旅遊

### 自然景點
- 東豐自行車綠廊
- 后豐鐵馬道
- 情人谷
- 埤豐瀑布
- 葫蘆墩公園、豐圳公園、慈濟公園、中正公園
- 興農山莊
- 公老坪觀光果園：1977年成立，據稱是世界第一座觀光果園，也因此豐原以柑橘等水果聞名於全台

### 人文景點與商家
- 台灣味噌釀造文化館：百年味噌歷史、體驗旅遊
- 泉甘味手作工廠
- 廟東夜市
- 太平洋百貨豐原店
- 豐源國際影城（已於2023年12月31日歇業）
- in89豪華數位影城
- 東勢林區管理處林業文物館
- 臺中市葫蘆墩文化中心、編織工藝館
- 葫蘆墩文物館
- 豐原漆藝館
- 田心林宅
- 萬選居
- 義民塚
- 豐原公老坪高爾夫球俱樂部
- 帝亞游泳池
- 木保齡球館
- 丘逢甲紀念亭
- 水竹居：張麗俊故居

### 宗教場所
- 豐原慈濟宮
- 豐原城隍廟
- 豐原順天宮
- 豐原萬年宮
- 豐原巧聖先師廟
- 豐原樂天宮關帝廟
- 社皮三山國王廟
- 豐原廣福宮
- 豐原大湳慈興宮
- 六合福德祠
- 三百租福德祠
- 永康福德祠
- 鐮子坑口後山腳福德祠
- 鐮子坑口金陵祠
- 鐮子坑口金古祠
- 豐田里庄尾福德祠
- 豐原鎮清宮(慈聖天上聖母會)(2025大甲媽叁香)(天上聖母)(中部首座大甲媽分靈廟)
- 聚星觀
- 群灵祠
- 慈雲寺
- 萬象山慈龍寺
- 豐原慈安宮
- 法鼓山護法總會豐原分會
- 豐原天主教會
- 真耶穌教會豐原教會
- 基督教豐原行道會
- 豐原伯特利教會
- 基督復臨安息日會豐原教會
- 台灣基督長老教會豐山教會
- 基督教旌旗協會
- 台灣基督長老教會台中中會豐原教會
- 台灣基督長老教會台中中會豐東教會
- 豐原台福基督教會
- 豐原圓環福德祠 （页面存档备份，存于）

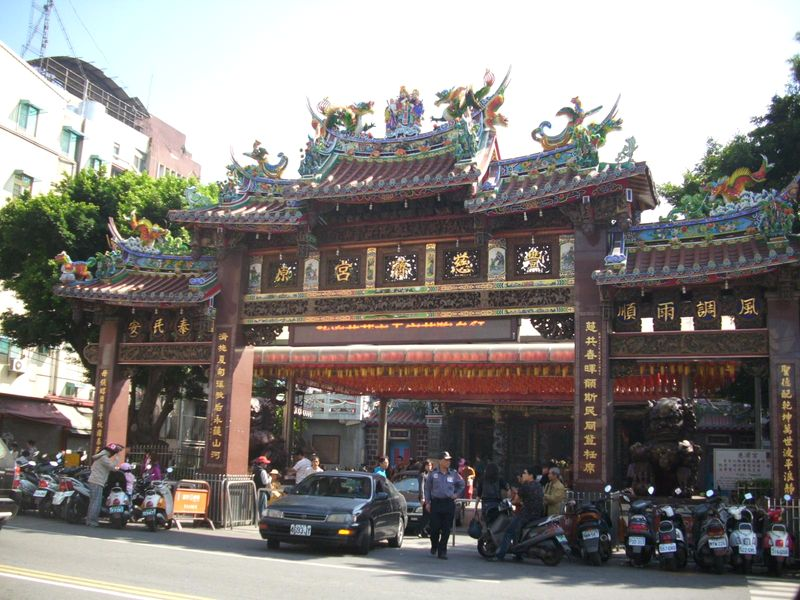
廟東夜市旁的豐原慈濟宮
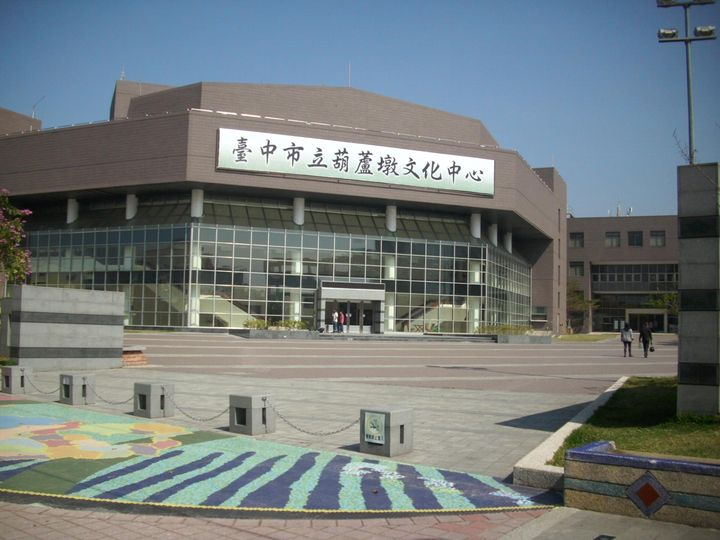
圓環東路上的葫蘆墩文化中心
東勢林管處林業文物館
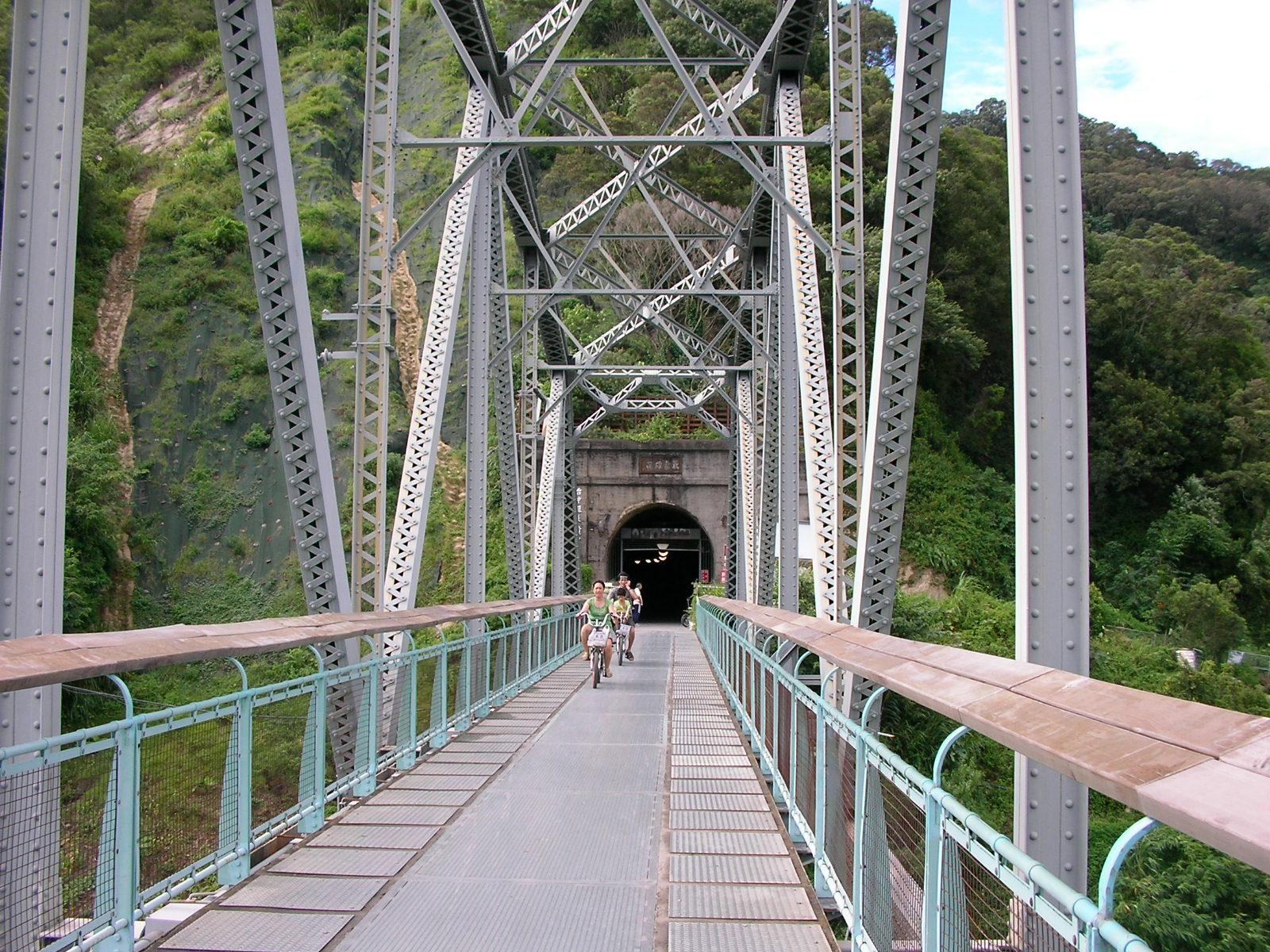
大甲溪花樑鋼橋
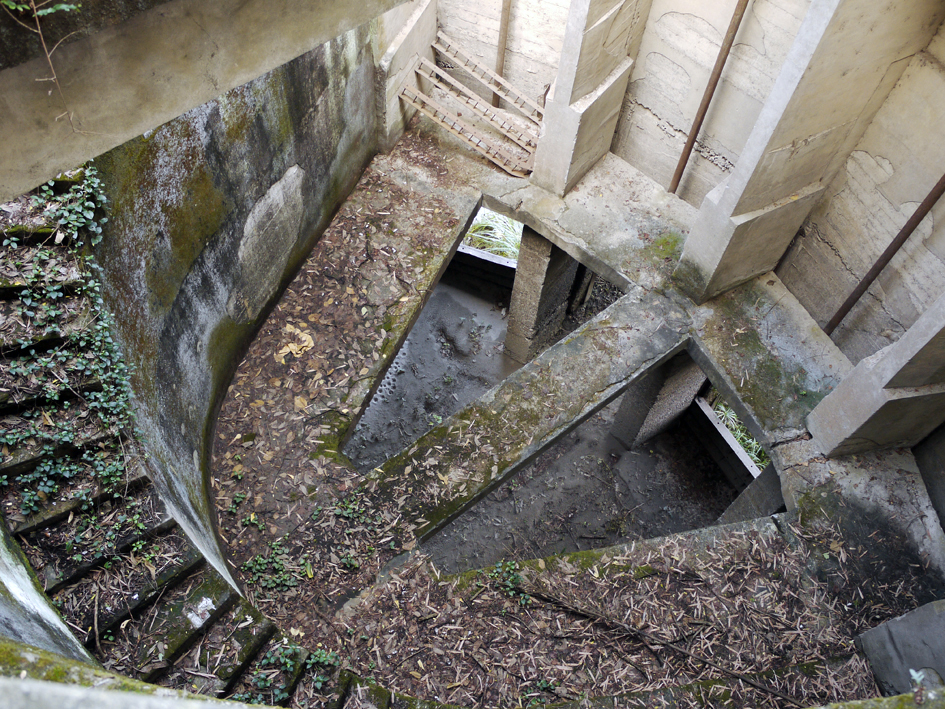
位於萬順二街盡頭的葫蘆墩圳入水口，921地震受損後無法進入
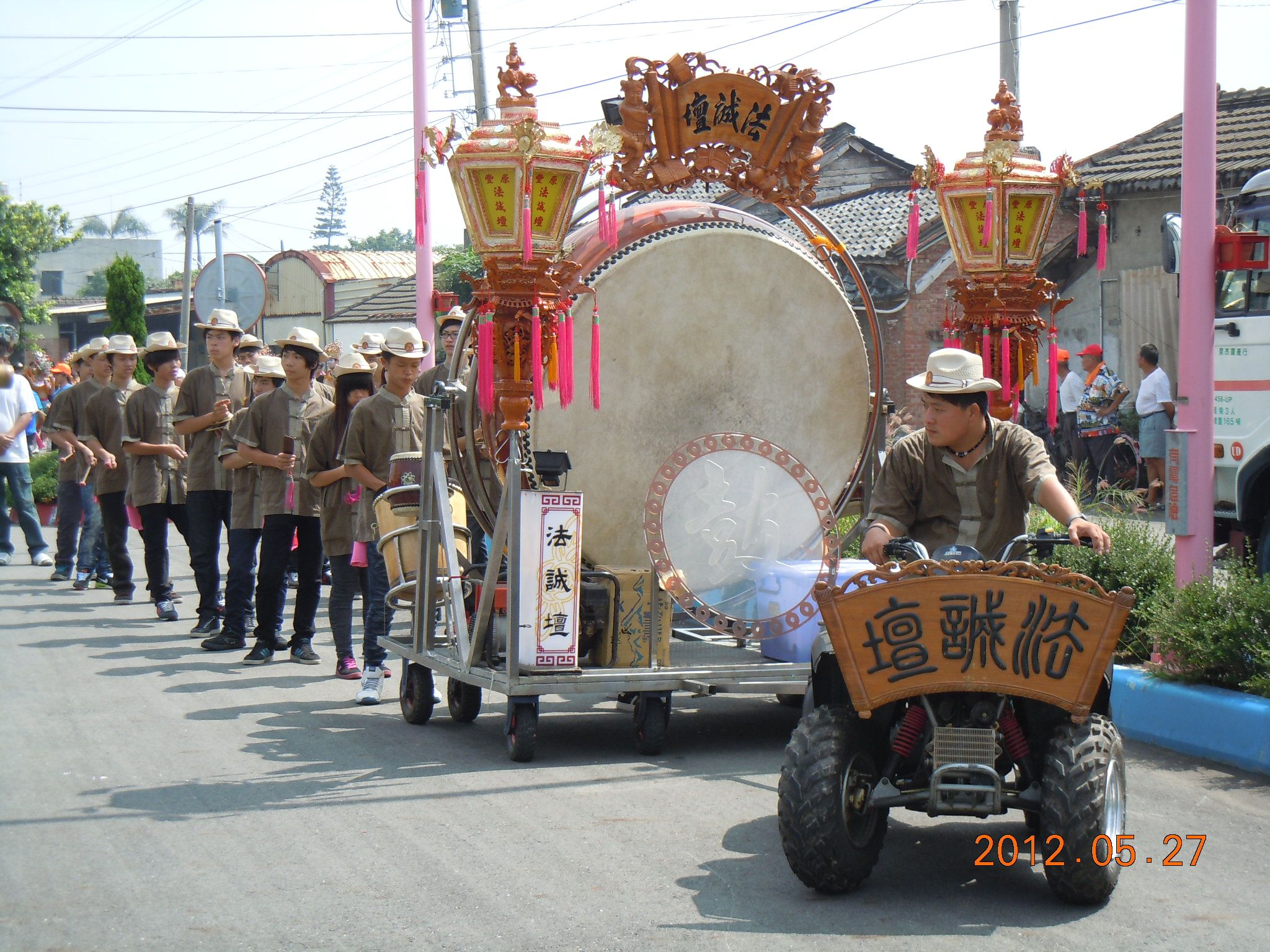
社皮里法誠壇的轎前鼓
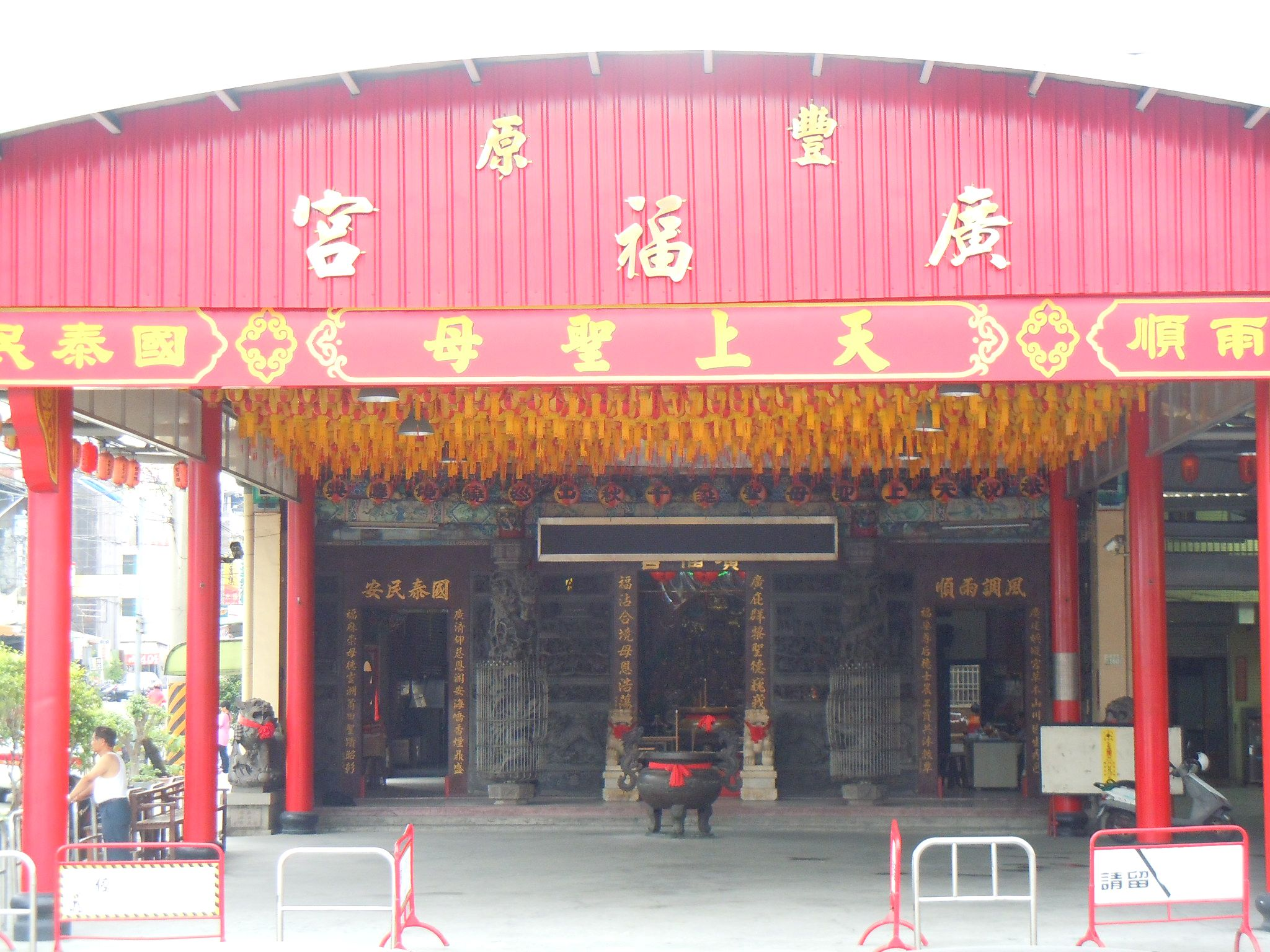
豐原廣福宮

## 重大建設
- 2018年臺中世界花卉博覽會豐原葫蘆墩園區
- 豐富專案：
  - 一期（豐原運動產業園區[46]，原陸軍台中聯合甲型保修廠豐原營區 2017年遷廠至潭子新田營區[47]）
  - 二期（臺中市十六期重劃）[48]
  - 豐原國民暨兒童運動中心[49]

## 國際交流

### 姐妹市
| 國家                                    | 城市                   | 締結日期     |
| --------------------------------------- | ---------------------- | ------------ |
| 美国                                    | 桑特市（南卡羅萊納州） | 1981年5月1日 |
| 資料來源：陳炎正等編纂，《豐原市志》:44 |                        |              |

## 外部連結
- 臺中市豐原區公所 （页面存档备份，存于）